# Контрада Прочиза Векија (Авелино)
Контрада Прочиза Векија је насеље у Италији у округу Авелино, региону Кампанија.
Према процени из 2011. у насељу је живело 25 становника. Насеље се налази на надморској висини од 547 м.